# Прокоповка (Черниговская область)
Прокоповка (укр. Прокопівка) — село в Новгород-Северском районе Черниговской области Украины. Население — 183 человека. Занимает площадь 1,11 км².
Почтовый индекс: 16034. Телефонный код: +380 4658.

## Власть
Орган местного самоуправления — Биринский сельский совет. Почтовый адрес: 16034, Черниговская обл., Новгород-Северский р-н, с. Бирино, ул. Свободы, 76.